# Liberator (Amerikaanse motorfiets)
Liberator is een merk van motorfietsen.
Liberator Motorcycles Inc. 
Amerikaans merk dat zware customs bouwt, waarschijnlijk met S&S-blokken. Het topmodel lijkt als twee druppels water op een Harley-Davidson WLA 750 Liberator.